# System Sygnalizacji Nr. 4
System Sygnalizacji Nr. 4 (ang. Signaling System No. 4) – zbiór protokołów stosowanych w sieciach telekomunikacyjnych. Architektura systemu sygnalizacji została określona przez CCITT i zdefiniowana jest w zaleceniach ITU-T serii Q.120-Q.139 przez Study Group XI w latach 1985-1988.